# Крайцери скаути тип „Блонд“
Блонд (на английски: Blonde) са серия крайцери скаути на Британския Кралски флот, построени през 1909 – 1910-те г. на 20 век. Проектът представлява развитие на крайцерите от типа „Бодицея“. Всичко от проекта са построени 2 единици: „Блонд“ (на английски: HMS Blonde) и „Бланш“ (на английски: HMS Blanche).

## Конструкция

### Корпус
При водоизместимост от 3350 дълги тона (3400 тона), корабите имат обща дължина 405 фута (123,4 м), ширина 41 фута и 6 дюйма (12,6 м) и газене 15 фута и 6 дюйма (4,7 м).

### Въоръжение
Изначално са въоръжени с 10 × 102 mm оръдия Mk VIII и два 21 дюймови торпедни апарата. Също така имат и четири 47-мм салютни оръдия.

### Брониране
Носят тънка бронирана палуба в района на машинното и котелните отделения. По сравнение с прототипа дебелината на палубата е увеличена до 1,5 дюйма.

### Силова установка
4 парни турбини „Парсънс“, 12 водотръбни котела „Яроу“. Запас гориво: 780 t въглища и 190 t нефт.

## История на службата
- HMS Blonde – заложен на 6 декември 1909 г., спуснат на вода на 22 юни 1910 г., в строй от юни 1911 г. Септември 1917 г. е преправен на минен заградител, но не е участвал в поставяне на минни заграждения.
- HMS Blanche – заложен на 6 юни 1908 г., спуснат на вода на 20 март 1909 г., в строй от февруари 1910 г. Март 1917 е преправен на минен заградител.[1]

По време на Първата световна война са прекласифицирани отначало на леки крайцери, а после на минни заградители.